# Khúc côn cầu trong nhà tại Đại hội Thể thao Đông Nam Á 2019 – Nam
Khúc côn cầu trong nhà đồng đội nam tại Đại hội Thể thao Đông Nam Á 2019 ở Philippines được tổ chức từ ngày 4 đến ngày 10 tháng 12 năm 2019 tại Trung tâm Hội nghị & Thương mại LB Centro.

## Đội hình
| Malaysia (MAS) | Myanmar (MYA) | Philippines (PHI) | Singapore (SGP) | Thái Lan (THA) |
| --- | --- | --- | --- | --- |
| - Mohd Hanip Che Halim - Muhammad Najmi Farizal Jazlan - Muhammad Amirol Aideed Mohd Arshad - Mohd Khairul Afendy Kamaruzaman - Muhammad Aslam Mohamed Hanafiah - Rafizul Ezry Mustafa - Mohfaiz Hazrul Ahmad Sobri - Mohd Shafiq Yaacob - Muhammad Firdaus Omar - Shello Silverius - Muhamad Aminudin Mohd Zain - Shazril Irwan Nazli | - Than Htut Win - Maung Hein - Thet Htwe - Thein Htike Oo - Ko Ko Lin - Ko Wai - Nay Shane - Sit Nyein Aye - Thein Htike Aung - Aung Myo Thu - Sa Kaung Htet - Kyaw Ye Htut | - Marvin Lianza - Rolly Bustamante - Sherwinson Casapao - John El Guinto - Arvin Villagomez - Teofilo Alfieri Agostino - Luther John Contredas - Jhunar Rei Forio - Jonas Kenneth Gonzales - Juncent CJ Marasigan - Celfin Naz - Kyle Ronniel Lanting | - Muhammad Shafiq Abdul Rashid - Muhammad Hidayat Mat Rahim - Guhan Mayazhagu - Abdul Rahim Abdul Rashid - Aik Yu Chen - Mohammed Sabri Yuhari - Grewal Ishwarpal Singh - Mohamed Rifqi Mohamed Rafik Alkhatib - Muhammad Zafir bin Mohamad Nasir - Tan Yi Ru - Timothy Goh Kai Yang - Karuppiah Arasu CT | - Ratthawit Khamkong - Noppadon Phaosong - Thanop Kampanthong - Peerapat Thuktham - Wiros Yosiri - Warun Boonpea - Thoranin Trongthaisong - Warawut Anukoon - Wallop Khamwong - Thanawat Wiyaboon - Charoenchai Noonee - Thaworn Sooknakin |

## Kêt quả

### Vòng bảng
| VT | Đội             | ST | T | H | B | BT | BB | HS  | Đ  | Giành quyền tham dự |
| -- | --------------- | -- | - | - | - | -- | -- | --- | -- | ------------------- |
| 1  | Malaysia        | 4  | 4 | 0 | 0 | 19 | 0  | +19 | 12 | Bán kết             |
| 2  | Thái Lan        | 4  | 2 | 1 | 1 | 10 | 4  | +6  | 7  | Bán kết             |
| 3  | Singapore       | 4  | 2 | 1 | 1 | 8  | 10 | −2  | 7  | Bán kết             |
| 4  | Myanmar         | 4  | 1 | 0 | 3 | 6  | 14 | −8  | 3  | Bán kết             |
| 5  | Philippines (H) | 4  | 0 | 0 | 4 | 2  | 17 | −15 | 0  |                     |

| 4 tháng 12 năm 2019 14:15 |

| Thái Lan | 4–1      | Myanmar |
| -------- | -------- | ------- |
|          | Chi tiết |         |

| Trọng tài: Lukasz Zwierzchowski (POL) Christian Galicia (PHI) |

| 4 tháng 12 năm 2019 17:45 |

| Singapore | 4–1      | Philippines |
| --------- | -------- | ----------- |
|           | Chi tiết |             |

| Trọng tài: Tomas Holek (CZE) Narongtuch Subboonsung (THA) |

| 5 tháng 12 năm 2019 16:00 |

| Malaysia | 6–0      | Myanmar |
| -------- | -------- | ------- |
|          | Chi tiết |         |

| Trọng tài: Tomas Holek (CZE) Narongtuch Subboonsung (THA) |

| 5 tháng 12 năm 2019 19:30 |

| Thái Lan | 5–0      | Philippines |
| -------- | -------- | ----------- |
|          | Chi tiết |             |

| Trọng tài: Salan Ayob (SGP) Fakaruddin Azieh (MAS) |

| 6 tháng 12 năm 2019 16:00 |

| Singapore | 0–6      | Malaysia |
| --------- | -------- | -------- |
|           | Chi tiết |          |

| Trọng tài: Lukasz Zwierzchowski (POL) Narongtuch Subboonsung (THA) |

| 6 tháng 12 năm 2019 19:30 |

| Philippines | 1–3      | Myanmar |
| ----------- | -------- | ------- |
|             | Chi tiết |         |

| Trọng tài: Salan Ayob (SGP) Fakaruddin Azieh (MAS) |

| 7 tháng 12 năm 2019 14:15 |

| Thái Lan | 0–2      | Malaysia |
| -------- | -------- | -------- |
|          | Chi tiết |          |

| Trọng tài: Tomas Holek (CZE) Salan Ayob (SGP) |

| 7 tháng 12 năm 2019 17:45 |

| Myanmar | 2–3      | Singapore |
| ------- | -------- | --------- |
|         | Chi tiết |           |

| Trọng tài: Lukasz Zwierzchowski (POL) Christian Galicia (PHI) |

| 8 tháng 12 năm 2019 16:00 |

| Singapore | 1–1      | Thái Lan |
| --------- | -------- | -------- |
|           | Chi tiết |          |

| Trọng tài: Tomas Holek (CZE) Fakaruddin Azieh (MAS) |

| 8 tháng 12 năm 2019 19:30 |

| Malaysia | 5–0      | Philippines |
| -------- | -------- | ----------- |
|          | Chi tiết |             |

| Trọng tài: Narongtuch Subboonsung (THA) Lukasz Zwierzchowski (POL) |

### Vòng tranh huy chương
|  | Bán kết    | Bán kết  |             |   | Chung kết | Chung kết |
|  |            |          |             |   |           |           |
|  | 9 Tháng 12 |          |             |   |           |           |
|  |            |          |             |   |           |           |
|  | Thái Lan   | 5        |             |   |           |           |
|  | Thái Lan   | 5        | 10 Tháng 12 |   |           |           |
|  | Singapore  | 1        |             |   |           |           |
|  | Singapore  | 1        | Thái Lan    | 1 |           |           |
|  | 9 Tháng 12 |          | Thái Lan    | 1 |           |           |
|  |            | Malaysia | 3           |   |           |           |
|  | Malaysia   | Malaysia | 3           | 7 |           |           |
|  | Malaysia   |          |             | 7 |           |           |
|  | Myanmar    | 0        |             |   |           |           |
|  | Myanmar    | 0        |             |   |           |           |

#### Bán kết
| 9 tháng 12 năm 2019 15:30 |

| Thái Lan | 5–1      | Singapore |
| -------- | -------- | --------- |
|          | Chi tiết |           |

| Trọng tài: Tomas Holek (CZE) Fakaruddin Azieh (MAS) |

| 9 tháng 12 năm 2019 17:30 |

| Malaysia | 7–0      | Myanmar |
| -------- | -------- | ------- |
|          | Chi tiết |         |

| Trọng tài: Lukasz Zwierzchowski (POL) Narongtuch Subboonsung (THA) |

#### Chung kết
| 10 tháng 12 năm 2019 19:30 |

| Thái Lan | 1–3      | Malaysia |
| -------- | -------- | -------- |
|          | Chi tiết |          |

| Trọng tài: Tomas Holek (CZE) Lukasz Zwierzchowski (POL) |

## Bảng xếp hạng cuối cùng
| Thứ hạng | Đội tuyển   |
| -------- | ----------- |
| 1        | Malaysia    |
| 2        | Thái Lan    |
| 3        | Myanmar     |
| 3        | Singapore   |
| 5        | Philippines |